# Copa América de Fútbol Playa 2022
La Copa América de Fútbol Playa de 2022 fue la III edición de este torneo de selecciones nacionales absolutas pertenecientes a la Confederación Sudamericana de Fútbol. Se celebró en la ciudad de Luque, Paraguay, y tuvo lugar entre el 21 y el 29 de mayo de 2022.
El torneo regresó por primera vez en cuatro años luego de que la última edición programada en 2020 fuera cancelada debido a los efectos de la pandemia de COVID-19 en América del Sur.

## Equipos participantes
Participaron en la competición las 10 selecciones pertenecientes a la Conmebol.
| Equipos participantes | Equipos participantes | Equipos participantes | Equipos participantes | Equipos participantes |
| --------------------- | --------------------- | --------------------- | --------------------- | --------------------- |
| Argentina             | Bolivia               | Chile                 | Paraguay              | Uruguay               |
| Brasil                | Colombia              | Ecuador               | Perú                  | Venezuela             |

## Organización

### Sede
El torneo se llevó a cabo en una única sede en la ciudad de Luque, parte del Área Metropolitana de Asunción, en la sede del Comité Olímpico Paraguayo:
| Luque                           |
| Estadio Mundialista Los Pynandi |
| Capacidad: 2.820                |
|                                 |

### Calendario
| FG | Fase de grupos | 1/2 | Semifinales | F | Finales |

| Enero y febrero de 2022 | 21 Sáb | 22 Dom | 23 Lun | 24 Mar | 25 Mié | 26 Jue | 27 Vie | 28 Sáb  | 29 Dom |
| ----------------------- | ------ | ------ | ------ | ------ | ------ | ------ | ------ | ------- | ------ |
| Fase (n.º de partidos)  | FG (4) | FG (4) | FG (4) |        | FG (4) | FG (4) |        | 1/2 (2) | F (2)  |

### Plantillas
Cada selección debe presentar un equipo de entre 10 y 12 jugadores, incluyendo un mínimo de dos porteros (artículo 28 del reglamento). En consideración a la pandemia de COVID-19 en curso, cualquiera de estos jugadores registrados que se vean afectados por la enfermedad puede ser reemplazado libremente antes de que comience el torneo (artículo 33 del reglamento).

## Sorteo
El sorteo se celebró el 4 de mayo de 2022 en la sede de la Conmebol en Luque, Paraguay. Las 10 selecciones fueron sorteadas en dos grupos de cinco selecciones, asignadas a los diferentes bombos según su clasificación final en la anterior edición del torneo, disputada en 2018.
Previamente, las selecciones de Paraguay y Brasil fueron asignadas automáticamente al grupo A como país anfitrión y al grupo B como campeón de la pasada edición, respectivamente.
| Uruguay |
| Ecuador |

| Argentina |
| Bolivia   |

| Perú  |
| Chile |

| Colombia  |
| Venezuela |

## Fase de grupos
- Los horarios corresponden a la hora de Paraguay (UTC-3).

La primera ronda se celebra entre el 21 y el 26 de mayo de 2022 y en ella participan diez selecciones que se dividieron en dos grupos de cincoselecciones. Las dos mejores selecciones de cada grupo avanzan a las semifinales, momento en el que se disputan encuentros eliminatorios.
El puntaje atribuido a los equipos de acuerdo con el resultado es el siguiente:
- Victoria en tiempo normal: 3 puntos para el equipo ganador.
- Victoria en tiempo suplementario: 2 puntos para el equipo ganador.
- Victoria en tanda de penaltis: 1 punto para el equipo ganador.
- Derrota: equipo derrotado no marca punto

En caso de igualdad de puntos, se utilizan los siguientes criterios de desempate, en este orden:
1. Mayor número de puntos obtenidos en los partidos entre los equipos en cuestión.
2. Mayor diferencia de goles en los partidos entre los equipos en cuestión.
3. Mayor cantidad de goles a favor en los partidos entre los equipos en cuestión.
4. Mayor diferencia de goles en todos los partidos.
5. Mayor cantidad de goles en todos los partidos.
6. Menor número de tarjetas rojas.
7. Menor número de tarjetas amarillas.
8. Sorteo.

Cada equipo obtiene tres puntos por victoria en tiempo reglamentario, dos puntos por victoria en tiempo extra, un punto por victoria en tanda de penaltis y ningún punto en caso de derrota (artículo 19 del reglamento).
     Clasificado para las semifinales.

### Grupo A
| Equipo    | Pts | PJ | PG | PG+ | PP | GF | GC | Dif |
| --------- | --- | -- | -- | --- | -- | -- | -- | --- |
| Paraguay  | 12  | 4  | 4  | 0   | 0  | 19 | 10 | +9  |
| Chile     | 6   | 4  | 2  | 0   | 2  | 15 | 14 | +1  |
| Argentina | 3   | 4  | 1  | 0   | 3  | 14 | 12 | +2  |
| Colombia  | 2   | 4  | 0  | 2   | 2  | 10 | 19 | -9  |
| Ecuador   | 1   | 4  | 0  | 1   | 3  | 15 | 18 | -3  |

| 21 de mayo de 2022, 14:00 | Colombia | 2:2 (t. s.)(4:1 p.) | Argentina | Estadio Mundialista Los Pynandi, Luque |  |

| 21 de mayo de 2022, 17:00 | Paraguay | 2:1 | Chile | Estadio Mundialista Los Pynandi, Luque |  |

- Libre:  Ecuador

| 22 de mayo de 2022, 14:00 | Chile | 6:5 | Ecuador | Estadio Mundialista Los Pynandi, Luque |  |

| 22 de mayo de 2022, 17:00 | Colombia | 2:7 | Paraguay | Estadio Mundialista Los Pynandi, Luque |  |

- Libre:  Argentina

| 23 de mayo de 2022, 14:00 | Chile | 6:2 | Colombia | Estadio Mundialista Los Pynandi, Luque |  |

| 23 de mayo de 2022, 17:00 | Ecuador | 3:3 (t. s.)(4:3 p.) | Argentina | Estadio Mundialista Los Pynandi, Luque |  |

- Libre:  Paraguay

| 25 de mayo de 2022, 14:00 | Ecuador | 4:4 (t. s.)(1:3 p.) | Colombia | Estadio Mundialista Los Pynandi, Luque |  |

| 25 de mayo de 2022, 17:00 | Argentina | 4:5 | Paraguay | Estadio Mundialista Los Pynandi, Luque |  |

- Libre:  Chile

| 26 de mayo de 2022, 14:00 | Argentina | 5:2 | Chile | Estadio Mundialista Los Pynandi, Luque |  |

| 26 de mayo de 2022, 17:00 | Paraguay | 5:3 | Ecuador | Estadio Mundialista Los Pynandi, Luque |  |

- Libre:  Colombia

### Grupo B
| Equipo    | Pts | PJ | PG | PG+ | PP | GF | GC | Dif |
| --------- | --- | -- | -- | --- | -- | -- | -- | --- |
| Brasil    | 12  | 4  | 4  | 0   | 0  | 25 | 10 | +15 |
| Venezuela | 9   | 4  | 3  | 0   | 1  | 13 | 12 | +1  |
| Perú      | 6   | 4  | 2  | 0   | 2  | 14 | 12 | +2  |
| Uruguay   | 3   | 4  | 1  | 0   | 3  | 14 | 16 | -2  |
| Bolivia   | 0   | 4  | 0  | 0   | 4  | 7  | 23 | -16 |

| 21 de mayo de 2022, 12:30 | Venezuela | 4:2 | Bolivia | Estadio Mundialista Los Pynandi, Luque |  |

| 21 de mayo de 2022, 15:30 | Brasil | 5:3 | Perú | Estadio Mundialista Los Pynandi, Luque |  |

- Libre:  Uruguay

| 22 de mayo de 2022, 12:30 | Perú | 4:2 | Uruguay | Estadio Mundialista Los Pynandi, Luque |  |

| 22 de mayo de 2022, 15:30 | Venezuela | 2:5 | Brasil | Estadio Mundialista Los Pynandi, Luque |  |

- Libre:  Bolivia

| 23 de mayo de 2022, 12:30 | Perú | 2:3 | Venezuela | Estadio Mundialista Los Pynandi, Luque |  |

| 23 de mayo de 2022, 15:30 | Uruguay | 5:2 | Bolivia | Estadio Mundialista Los Pynandi, Luque |  |

- Libre:  Brasil

| 25 de mayo de 2022, 12:30 | Uruguay | 3:4 | Venezuela | Estadio Mundialista Los Pynandi, Luque |  |

| 25 de mayo de 2022, 15:30 | Bolivia | 1:9 | Brasil | Estadio Mundialista Los Pynandi, Luque |  |

- Libre:  Perú

| 26 de mayo de 2022, 12:30 | Bolivia | 2:5 | Perú | Estadio Mundialista Los Pynandi, Luque |  |

| 26 de mayo de 2022, 15:30 | Brasil | 6:4 | Uruguay | Estadio Mundialista Los Pynandi, Luque |  |

- Libre:  Venezuela

## Fase final
La fase final se celebró en los días 28 y 29 de mayo y en ella participarán las dos mejores selecciones de cada grupo, que se dividieron en 2 partidos para definir las semifinales. Las dos selecciones ganadoras de cada semifinal disputarán la final, mientras que las selecciones que pierdan su encuentro disputarán un partido por el tercer lugar.
Adicionalmente, se celebrarán partidos por el quinto, séptimo y noveno lugar entre las selecciones clasificadas en tercer, cuarto y quinto lugar en sus grupos, respectivamente.

### Cuadro general
|  | Semifinales | Semifinales |        |          | Final        | Final        |  |
|  |             |             |        |          |              |              |  |
|  |             |             |        |          |              |              |  |
|  | Venezuela   | 1           |        |          |              |              |  |
|  | Venezuela   | 1           |        |          |              |              |  |
|  | Paraguay    | 6           |        |          |              |              |  |
|  | Paraguay    | 6           |        | Paraguay | 3            |              |  |
|  |             |             |        | Paraguay | 3            |              |  |
|  |             |             | Brasil | 2        |              |              |  |
|  | Brasil      | 4           | Brasil | 2        |              |              |  |
|  | Brasil      | 4           |        |          |              |              |  |
|  | Chile       | 1           |        |          | Tercer lugar | Tercer lugar |  |
|  | Chile       | 1           |        |          | Tercer lugar | Tercer lugar |  |
|  |             |             |        |          |              |              |  |
|  |             |             |        |          | Chile        | 3            |  |
|  |             |             |        |          | Chile        | 3            |  |
|  |             |             |        |          | Venezuela    | 2            |  |
|  |             |             |        |          | Venezuela    | 2            |  |
|  |             |             |        |          |              |              |  |

### Quinto lugar
|  | Quinto puesto play-off |   |
|  |                        |   |
|  | 8 de marzo             |   |
|  |                        |   |
|  | Argentina              | 1 |
|  | Argentina              | 1 |
|  | Perú                   | 4 |
|  | Perú                   | 4 |

### Séptimo lugar
|  | Séptimo puesto play-off |   |
|  |                         |   |
|  | 8 de marzo              |   |
|  |                         |   |
|  | Colombia                | 2 |
|  | Colombia                | 2 |
|  | Uruguay                 | 4 |
|  | Uruguay                 | 4 |

### Noveno lugar
|  | Noveno puesto play-off |   |
|  |                        |   |
|  | 8 de marzo             |   |
|  |                        |   |
|  | Ecuador                | 4 |
|  | Ecuador                | 4 |
|  | Bolivia                | 3 |
|  | Bolivia                | 3 |

### Semifinales
| 28 de mayo de 2022, 17:00 | Paraguay | 6:1 | Venezuela | Estadio Mundialista Los Pynandi, Luque |  |

| 28 de mayo de 2022, 15:30 | Brasil | 4:1 | Chile | Estadio Mundialista Los Pynandi, Luque |  |

### Noveno lugar
| 28 de mayo de 2022, 12:30 | Ecuador | 4:3 | Bolivia | Estadio Mundialista Los Pynandi, Luque |  |

### Séptimo lugar
| 28 de mayo de 2022 | Colombia                            | 2:4     | Uruguay | Estadio Mundialista Los Pynandi, Luque |  |
| 14:00              | Juan Fernando Ossa · Larry Orejuela | Reporte |         |                                        |  |

### Quinto lugar
| 29 de mayo de 2022 | Argentina | 1:4 | Perú | Estadio Mundialista Los Pynandi, Luque |  |
| 13:30              |           |     |      |                                        |  |

### Tercer lugar
| 29 de mayo de 2022 | Chile                                             | 3:2     | Venezuela    | Estadio Mundialista Los Pynandi, Luque |  |
| 15:30              | Diego San Martín · Héctor Tobar · Andrés Albuerno | Reporte | Renny García |                                        |  |

### Final
| 29 de mayo de 2022 | Paraguay                            | 3:2     | Brasil       | Estadio Mundialista Los Pynandi, Luque |                            |
| 17:00              | Carlos Caraballo · Milciades Medina | Reporte | Igor · Lucas | Árbitro(s): Micke Palomino             | Árbitro(s): Micke Palomino |

|                              |
| Bandera de Paraguay          |
| Campeón Paraguay 1.er título |

## Tabla general
| Pos. | Equipo    | Pts | PJ | PG | PG++ | PG+ | PP | GF | GC | Dif | Rend. |
| ---- | --------- | --- | -- | -- | ---- | --- | -- | -- | -- | --- | ----- |
| 1    | Paraguay  | 18  | 6  | 6  | 0    | 0   | 0  | 28 | 13 | 15  | 100%  |
| 2    | Brasil    | 15  | 6  | 5  | 0    | 0   | 1  | 31 | 14 | 17  | 83,3% |
| 3    | Chile     | 9   | 6  | 3  | 0    | 0   | 3  | 19 | 20 | -1  | 50%   |
| 4    | Venezuela | 9   | 6  | 3  | 0    | 0   | 3  | 16 | 21 | -5  | 50%   |
| 5    | Perú      | 9   | 5  | 3  | 0    | 0   | 2  | 18 | 13 | 5   | 60%   |
| 6    | Argentina | 3   | 5  | 1  | 0    | 0   | 4  | 15 | 16 | -1  | 20%   |
| 7    | Uruguay   | 6   | 5  | 2  | 0    | 0   | 3  | 18 | 18 | 0   | 40%   |
| 8    | Colombia  | 2   | 5  | 0  | 0    | 2   | 3  | 12 | 23 | -11 | 13,3% |
| 9    | Ecuador   | 4   | 5  | 1  | 0    | 1   | 3  | 19 | 21 | -2  | 26,6% |
| 10   | Bolivia   | 0   | 5  | 0  | 0    | 0   | 5  | 10 | 27 | -17 | 0%    |

## Derechos de transmisión
- Argentina: DeporTV / DirecTV Sports
- Bolivia: Facebook Watch Copa América
- Brasil: SporTV
- Chile: DirecTV Sports
- Colombia: DirecTV Sports
- Ecuador: DirecTV Sports
- Estados Unidos: Univision[n 1]
- México: Sky Sports
- Centroamérica: Sky Sports
- Paraguay: Facebook Watch Copa América
- Perú: DirecTV Sports
- Uruguay: DirecTV Sports
- Venezuela: La Tele Tuya / DirecTV Sports

1. ↑  Univision solo emitirá las semifinales y la final.